# Italijanka v Alžiru
Italijanka v Alžiru (v izvirniku italijansko L'italiana in Algeri) je komična opera v dveh dejanjih  (sedmih slikah) Gioacchina Rossinija. Krstna predstava je bila 22. maja leta 1813 v beneškem gledališču San Benedetto, ko je bilo skladatelju enaindvajset let. Sam je večkrat dejal, da je opero ustvaril v vsega osemnajstih dneh. Libreto je spisal Angelo Anelli. Pred Rosinnijem je isto besedilo že uglasbil skladatelj Luigi Mosca (l. 1808).
Najbolj znani del iz opere je uvertura. Poleg nje pa iztopata tudi finale prvega dejanja in trio »Pappataci«, kjer so šaljivi domisleki obenem tudi duhoviti, rahločutni in muzikalni.
V Ljubljani je bila opera prvič izvedena že 7. aprila 1821 v izvedbi italijanskih gledališčnikov, drugič pa v izvedbi nemške operne skupine 19. in 20. novembra 1825. Na odru ljubljanske Opere je bilo delo prvič uprizorjeno v sezoni 1960/1961, ko je v vlogi Mustafe pel Ladko Korošec. Glasbeno vodstvo je bilo v rokah Boga Leskovica, režiser je bil Hinko Leskovšek. Na Slovenskem so opero zadnjič uprizorili leta 2014 v Mariboru. 

## Osebe
- Mustafa, alžirski beg - bas
- Elvira, njegova žena - sopran
- Zulma, Elvirina strežnica - alt
- Haly, poveljnik alžirskih gusarjev - bas
- Lindoro, italijanski suženj - tenor
- Izabela, Italijanka, Lindorova zaročenka - mezzosopran
- Taddeo, Izabelin spremljevalec - bariton
- sužnji, sužnje, evnuhi, haremske žene, mornarji.

## Vsebina

### Prvo dejanje

#### Prva slika
Dvorana v Mustafovem dvorcu.
Elvira je žalostna, ker jo njen mož, alžirski beg Mustafa, več ne ljubi. Njena zaupna sužnja Zulma jo zaman skuša potolažiti. Mustafa strese nanju svojo jezo ter zaupa gusarju Halyju, da bo naprtil Elviro za ženo italijanskemu sužnju Lindoru, hkrati pa mu naroči, naj mu poišče primerno novo in mlado Italijanko. Lindoro se otepa te gospodarjeve namere, ker je pustil doma v Italiji nevesto, ki jo ljubi.

#### Druga slika
Pred dvorcem. 
Haly je medtem zajel Lindorovo zaročenko Izabelo, ki se je podala iskat svojega izginulega ženina, a se je pri tem njena ladja v viharju ob alžirski obali potopila.
Mustafovi vojščaki takoj ugotovijo, da bo Izabela odlična pridobitev za njegov harem. Ko pa Haly izve od Elvirinega spremljevalca Taddea, da sta oba po rodu Italijana, se še bolj razveseli plena, saj je s tem hitro in preprosto izpolnil bejevo naročilo.

#### Tretja slika
Dvorana. 
Mustafa ponudi Lindoru, da mu vrne prostost, če odpelje Elviro s seboj v Italijo. Elvira ga roti, naj je ne izžene, a beg je neusmiljen, zlasti ko mu pride Haly sporočit, da je že ujel novo prelepo mladenko. Mustafa sprejme Izabelo, obdan z zborom evnuhov, a ona takoj opazi, kako ga je prevzela s svojo lepoto, zato sklene to izkoristiti. Elvira, Zulma in Lindoro se pridejo poslovit od beja. Lindoro in Izabela tedaj spoznata, da sta se znašla v istem ujetništvu. Izabela hoče vedeti, kdo je jaokajoča žena ob Lindoru, in Mustafa ji mora priznati, da je bila Elvira doslej njegova žena, a da jo je zdaj namenil svojemu sužnju. Prebrisana Italijanka predlaga, naj bej kar sam obdrži svojo ženo, njej pa naj nakloni Lindora. Mustafa tega ne sprejme, zato pa Izabela pokaže svoj temperament in ga pošlje k vragu. Mustafa je zmeden zaradi njene nepričakovane odločnosti in sam prav ne ve, kako bi si pridobil neugnano lepotico.

### Drugo dejanje

#### Četrta slika
Na čudovitem vrtu. 
Mustafa se trudi, da bi izpolnil vsako Izabelino muhasto željo in imenuje celo Taddea za »Velikega Kajmakana« in svojega namestnika. Taddeo okleva, a končno sprejme ponujeno čast, misleč, da se bo tako laže rešil nevšečnosti in še nemara pridobil zase Izabelo.

#### Peta slika
Dvorana. 
Elvira in Zulma sporočita Izabeli, da pride Mustafa k njej na kavo in jo zato preoblečeta v turška oblačila. Mustafa pride skupaj z Lindorom, za katerega pa ne
sluti, da je Izabelin zaročenec. Zato potoži Lindoru, kako ga Izabela zavrača, vendar naroči Taddeu, ko bo prišla, naj se na znak izgubi iz sobane. Izabela pride na kavo in Mustafa hoče ostati z njo na samem. Ker pa je povabila s seboj tudi Elviro, se mora Mustafa v navzočnosti svoje bivše žene obnašati zelo spodobno.

#### Šesta slika
Na vrtu. 
Lindoro se pripravlja na pobeg z Izabelo. Mustafa bi rad, naj mu Lindoro svetuje, kako bi si pridobil Izabelino ljubezen. Lindoro pa ga potolaži, ko se mu zlaže, da ga Izabela skrivaj že tako vroče ljubli, da ga je sklenila počastiti z visokim italijanskim odlikovanjem in ga imenovati za svojega »podcopatnika«.

#### Sedma slika
Dvorana. 
Mustafa, ki ne ve, kaj pomeni tak naslov, privoli, da ga okrasijo z lasuljo in ga prisilijo, da zamiži.
Medtem Izabela, Lindoro in Taddeo pobegnejo na ladjo, Mustafi pa ostane samo spomin na lepo Italijanko in kajpak tudi dosedanja žena Elvira.